# 하나와가의 네자매
《하나와가의 네자매》(華和家の四姉妹)는 사이몬 후미의 동명 만화를 원작을 바탕으로 한 TBS의 일요일 밤 9시대의 TV 드라마이다. 2011년 7월 10일을 시작으로 2011년 9월 18일에 종영되었다.

## 개요
원작을 배경으로 한 드라마이며, 결혼과 가족의 소중함을 일깨워주는 드라마이다.

## 줄거리
쓸데없이 여성에게 인기있는 아버지 다이고 (엔도 켄이치)와 남편에게 한결같은 어머니 사치코 (미야자키 요시코) 아래에서 자란 꽃은 가정의 네 자매는 죄다 남자 운이 없다. 그 중에서도 차녀 타케미 (미즈키 아리사)는 "남자 고로시"의 이명을 가져, 이혼을 반복 트러블 메이커.
그날도 3번째 결혼에 실패하고 3명의 아이를 데리고 친정으로 돌아왔다. 미혼인 장녀 후지코 (기치세 미치코), 혼활중인 삼녀 사쿠라코 (간지야 시호리), 남자 친구가 없는 막내 우메 (가와시마 우미카)는 타케미를 '마성의 여자 " "하나와가의 수치 "라고 저주, 동거에 반대한다. 하지만, 자매들의 욕설 등 우리 관한하지 않고 타케미는 파견 사원으로 사쿠라코 회사의 접수 안내원으로 동료의 성희롱 피해를 놓고 사람의 소동을 일으키게 된다.
하지만 어머니의 갑작스런 죽음으로 인하여 타케미가 사쿠라코의 남자 쇼자부로(가토 시게아키)를 두고 전운이 감돌기 시작하게 된다.

## 등장 인물
- 하나와 타케미 (31세) - 미즈키 아리사

하나와가의 차녀, "남자 고로시"라는 별명을 가진 마성의 여자. 결혼 2번, 이혼 3번, 3명의 아이를 가진 전형적인 싱글 맘.
20살에 결혼하다가 3년만에 이혼, 6개월 뒤, 결혼하다 또 다시 이혼, 남자의 길들여지지 않은 여자인데다, 외모와 언동으로 인해 오해받기 쉽지만, 실은 알고보면 따뜻한 마음을 가진 소유자이다. '변명은 하지 않는다'가 그녀의 신조.
- 하나와 후지코 (32세) - 키치세 미치코

하나와가의 장녀이자 대들보, "무적의 후지코". 패션 잡지 "With"의 부편집장. 기획력, 실행력, 리더쉽이 뛰어나며 남자 부하가 무서울 정도인 완전 무적의 커리어우먼. 장래에는 창업 등을 생각하고 있지만, 보통의 주부를 동경하기도 한다. 프라이드가 있는 여자이기 때문에, 남자에게 고분고분하지 않고 오히려 솔직한 성격을 가진 소유자이자 울지 않는 여자이기도 하다.
- 하나와 사쿠라코 (25세) - 칸지야 시호리

하나와가의 셋째. 가발 브랜드에 근무하는 OL. 주위에 휩쓸릴 때가 많은 성격이므로 생각한 것을 말 할 수 없는 부분이 있다.
남자친구를 많이 사귀었지만 특별히 강압적인 남자, 자신가(자신만만한) 남자는 거절하지 못한다.
좋은 의미로 둔감으로, 착하고 성실한 스타일. 자매 중에서 제일 아가씨(공주) 타입으로, 전업주부를 꿈꾸고 있다.
- 하나와 우메 (19세) - 카와시마 우미카

하나와가의 넷째. 히노데 미술대학 연극과 2학년으로, 입체 아트 연구회에 소속중.
어렸을때부터 언니들의 장난감으로, 쫄따구로 언니들에게 무엇이든 물려받기만 했다.
차분한 성격 때문인지 연애경험은 없다.
언니들을 반면교사(배워서는 안되는 것)로 본 것 때문인지 결벽증의 부분도 있으며, 비판정신이 풍부한 부분도 가지고 있다.
- 마시코 쇼자부로 (26세) - 카토 시게아키 (NEWS)

꽃미남 프리 카메라맨. 여자를 능숙하게 다루고 여성경험은 500명정도라고 한다.
촬영 중, 어뚱한것을 계기로 사쿠라코와 넘지 말아야 할 선을 넘는다.
- 요시야스 코지 (22세) - 카츠 노부

우메가 다니는 대학의 입체 아트 연구회의 선배, 신인 아티스트로서 주목을 받아 그 재능은 잡지에도 소개가 되는 만큼, 미스 캠퍼스의 하타노 유카리와는 소꿉친구이다.
- 야마네 카츠히코 (39세) - 타나카 테츠지

타케미의 2번째의 전 남편으로 형편이 어려울때 타케미와 만나 사랑에 빠져 결혼했다.
아이를 두명이나 얻고 가족 4식구가 행복하게 살 수 있었지만, 주위에서 오냐오냐 자라온 온 타케미를 믿을 수 없어서 이혼. 그 후, 소프트개발로 성공했다.
현재는 IT기업의 사장. 타케미를 잊지못해 알게 모르게 후원한다.
- 아키모토 타이치 (43세) - 이시구로 켄

후지코의 상사. 후지코가 동경하는 남자이자, 3번밖에 자 본적이 없다.
일로서는 우수한 편집자였지만, 이바라키의 인쇄공장으로 좌천되고 만다.
그로부터, 전자서적화부로 본사에 돌아오게 된다.
- 시바타 쿄죠 - 미카미 켄세이

동료 타치와는 같은 반의 형사
- 타치 이사시 - 네코 히로시

타케미와 안면이 있는 중년 형사, 타케미와 반해 버린다
- 하나와 다이고 (56세) - 엔도 켄이치

하나와가의 아빠. 여러 가지 직업을 옮겨다니는 한량의 아버지로 여자에게 인기있는 스타일.
가족들에게는 '바람은 피지 않아'라고 자주 말하지만, 사실은 바람기 다분. 하지만, 아내와 딸들을 진심으로 사랑하고 있다.
- 하나와 사치코 (54세) - 미야자키 요시코

하나와가의 엄마. 아빠를 너무나 사랑해서 어머니보다는 여자로, 딸들보다 아빠를 최우선으로 생각한다.
유서깊은 집안의 외동딸로써 자랐지만 19살때 소꼽친구인 다이고와 사랑에 빠져 22살에 사랑의 도피 그이후 줄곧 다이고만을 사랑하며 지내왔다.
결혼 하기 전에는 토도 사치코였다.
- 하타노 유카리 - 스즈키 지나미

히노데 예술 대학의 미스 캠퍼스, 우메의 선배인 코지와 교제하고 있다.